# Lijst van Nederlandse Nobelprijswinnaars
Dit is een lijst van Nederlandse Nobelprijswinnaars en winnaars van de Prijs van de Zweedse Rijksbank voor economie:
| Jaar | Prijs                     | Naam                                    | Toelichting |
| ---- | ------------------------- | --------------------------------------- | --- |
| 2021 | Economie                  | Guido Imbens                            | met David Card en Joshua Angrist "Voor methodologische bijdragen aan de analyse van causale verbanden." |
| 2016 | Scheikunde                | Ben Feringa                             | met Jean-Pierre Sauvage en Fraser Stoddart "Voor het ontwerp en de synthese van moleculaire machines." |
| 2010 | Natuurkunde               | Andre Geim*                             | met Konstantin Novoselov "Voor baanbrekende experimenten met betrekking tot het tweedimensionale materiaal grafeen." * Geim had de Nederlandse nationaliteit in het jaar van winnen, maar deze werd hem in 2025 afgenomen.        |
| 1999 | Natuurkunde               | Gerard 't Hooft en Martinus Veltman     | "Voor het algoritme van Renormalisatie binnen de kwantumveldentheorie." |
| 1995 | Scheikunde                | Paul Crutzen                            | met Mario Jose Molina (VS) en Frank Sherwood Rowland (VS) "Voor hun verrichtingen op het gebied van de atmosfeerchemie, in het bijzonder het ozongat."                                                                            |
| 1984 | Natuurkunde               | Simon van der Meer                      | met Carlo Rubbia (Ita) "Voor hun beslissende bijdragen aan het grote project dat leidde tot de ontdekking van de velddeeltjes (het W- en het Z-deeltje) die verantwoordelijk zijn voor het overbrengen van de zwakke kernkracht." |
| 1981 | Natuurkunde               | Nico Bloembergen                        | met Arthur Leonard Schawlow (VS), Kai Manne Börje Siegbahn (Zwe) "Voor hun bijdrage aan de ontwikkeling van de laserspectroscopie." (Bloembergen en Schawlow)                                                                     |
| 1975 | Economie                  | Tjalling Koopmans                       | met Leonid Kantorovitsj: econometristen, lineair programmeren |
| 1973 | Fysiologie of Geneeskunde | Niko Tinbergen                          | met Karl von Frisch (Oos), Konrad Lorenz (Oos) "Voor het onderzoek naar het gedrag van sociale dieren, in het bijzonder de verklaring van de "danstaal" van bijen en hoe jonge vogels gefixeerd raken op hun moeder."             |
| 1969 | Economie                  | Jan Tinbergen                           | Met Ragnar Frisch: grondleggers van econometrie |
| 1954 | Vrede                     | Gerrit Jan van Heuven Goedhart          | Officieel was de prijs voor het Bureau van de Hoge Commissaris voor de Vluchtelingen. Van Heuven Goedhart nam als eerste commissaris de prijs in ontvangst en hield de acceptatietoespraak                                        |
| 1953 | Natuurkunde               | Frits Zernike                           | "Voor zijn demonstratie van de fasecontrastmethode, en met name voor zijn uitvinding van de fasecontrastmicroscoop." |
| 1936 | Scheikunde                | Peter Debye                             | "Voor zijn verdiensten op het gebied van de moleculaire structuur door onderzoek naar dipoolmomenten en de diffractie van röntgenstralen en elektronen in gassen."                                                                |
| 1929 | Fysiologie of Geneeskunde | Christiaan Eijkman                      | met Frederick Gowland Hopkins (GrB) "Voor de ontdekking van diverse vitamines." |
| 1924 | Fysiologie of Geneeskunde | Willem Einthoven                        | "Voor de ontdekking van het mechanisme van het elektrocardiogram." |
| 1913 | Natuurkunde               | Heike Kamerlingh Onnes                  | "Voor zijn onderzoek naar de eigenschappen van materie bij lage temperaturen, die onder andere tot de productie van vloeibaar helium heeft geleid."                                                                               |
| 1911 | Vrede                     | Tobias Asser                            | mede-initiatiefnemer en voorzitter van de Haagse Vredesconferenties in 1899 en in 1907. |
| 1910 | Natuurkunde               | Johannes Diderik van der Waals          | "Voor zijn verrichtingen op het gebied van de toestandsvergelijking van gassen en vloeistoffen." |
| 1902 | Natuurkunde               | Hendrik Antoon Lorentz en Pieter Zeeman | "Voor ontdekking en de theoretische verklaring van het zeemaneffect." |
| 1901 | Scheikunde                | Jacobus Henricus van 't Hoff            | "Voor zijn ontdekking van de wetten van chemische evenwichten en osmotische waarde in oplossingen." |

- Tjalling Koopmans en Nico Bloembergen kregen in respectievelijk 1946 en 1958 de Amerikaanse nationaliteit. Niko Tinbergen kreeg in 1955 een Brits paspoort.[2]
- Wilhelm Röntgen (Nobelprijs Natuurkunde 1901) had een Nederlandse moeder en woonde ook geruime tijd in Nederland. Hij had echter geen Nederlandse nationaliteit.